# Reibschwinger

Funktionsprinzip des Reibschwingers

Simulation eines Reibschwingers mit Normalkräften (gelb), Reibkräften (grün) und Gewichtskraft (rot)

Der Reibschwinger ist ein schwingfähiges System, das ohne materiell ausgebildete Feder auskommt und mit dem der Gleitreibungskoeffizient gemessen werden kann.
Der Reibschwinger (englisch friction oscillator) setzt sich zusammen aus dem Stab (blau im Bild) mit Schwerpunkt S, der frei beweglich auf zwei gegeneinander rotierenden Rollen (grau schwarz) liegt, die an den Kontaktstellen entgegengesetzte Reibungskräfte auf den Stab ausüben. Befindet sich der Schwerpunkt wie im Bild genau in der Mitte zwischen den Kontaktstellen und ist der Stab in Ruhe, neutralisieren sich die Reibungskräfte und der Stab bleibt in Ruhe.
Wenn der Schwerpunkt zwar in Ruhe, aber nicht mittig zwischen den Kontaktstellen ist, dann lastet auf der Rolle, die näher am Schwerpunkt ist, beispielsweise auf der Rolle A, ein größeres Gewicht als auf der anderen Rolle B. Die Reibungskraft nimmt mit der Normalkraft zu, sodass der Stab in Richtung Rolle B beschleunigt wird. Wegen seines Beharrungsvermögens wird der Stab bei mittig zwischen den Rollen liegendem Schwerpunkt nicht anhalten, sondern sich darüber hinaus bewegen. Nun lastet auf der anderen Rolle B mehr Gewicht, und der Stab wird in entgegengesetzte Richtung beschleunigt, irgendwann zur Ruhe kommen und sich wieder in Richtung Rolle A in Bewegung setzen, sodass sich der Vorgang wiederholt. Eine genauere Analyse zeigt, dass der Reibschwinger ein harmonischer Oszillator ist.

## Analytische Beschreibung
Die Masse des Stabes sei m und seine Gewichtskraft G = mg mit Schwerebeschleunigung g. Die Reibung habe den Gleitreibungskoeffizient μ, sodass zwischen Reibkraft RA und Normalkraft NA an der Rolle A bei vorhandenem Schlupf der Zusammenhang RA = μNA gilt und entsprechend für Rolle B.

### Schwerpunkt auf der Kontaktfläche

Reibschwinger in ausgelenkter Lage mit Gewichtskraft G bei x, Normalkräften N_{A,B} und Reibkräften R_{A,B} in Punkten A bzw. B

Der Schwerpunkt des Stabes liege zunächst wie im Bild auf der Kontaktfläche und befinde sich an der Stelle x. Dann liefert das Momentengleichgewicht an den Kontaktstellen A bzw. B:
{\displaystyle {\begin{aligned}\sum M_{A}=&0=2bN_{B}-(b+x)mg&\implies N_{B}={\frac {b+x}{2b}}mg\\\sum M_{B}=&0=-2bN_{A}+(b-x)mg&\implies N_{A}={\frac {b-x}{2b}}mg\end{aligned}}}
Newtons zweites Gesetz, Kraft gleich Masse mal Beschleunigung, {\displaystyle F=m\cdot a}, hier in x-Richtung angeschrieben, liefert mit der zweiten Zeitableitung {\displaystyle {\ddot {x}}}:
{\displaystyle m{\ddot {x}}=R_{A}-R_{B}=\mu N_{A}-\mu N_{B}=\mu {\frac {b-x}{2b}}mg-\mu {\frac {b+x}{2b}}mg},
woraus sich die Schwingungsgleichung
{\displaystyle {\ddot {x}}+{\frac {\mu g}{b}}x={\ddot {x}}+\omega _{0}^{2}x=0}
ergibt. Darin ist {\displaystyle \omega _{0}={\sqrt {\tfrac {\mu g}{b}}}} die Eigenkreisfrequenz des Systems. Damit verhält sich der Reibschwinger wie ein Federpendel und führt eine harmonische Schwingung aus, die mit der Bewegungsfunktion
{\displaystyle x(t)=C_{1}\sin(\omega _{0}t)+C_{2}\cos(\omega _{0}t)=A\sin(\omega _{0}t+\varphi _{0})}
verbunden ist. Darin sind sin und cos der Sinus und Cosinus. Die Amplituden A, C1,2 und der Nullphasenwinkel φ0 dienen der Anpassung an die Anfangsbedingungen.
Wenn der Stab zur Zeit t = 0 die Auslenkung x0 und die Geschwindigkeit v0 hat, berechnen sich die Konstanten zu
{\displaystyle C_{1}={\frac {v_{0}}{\omega _{0}}},\;C_{2}=x_{0},\;A={\sqrt {x_{0}^{2}+{\frac {v_{0}^{2}}{\omega _{0}^{2}}}}},\;\varphi _{0}=\arctan {\frac {x_{0}\omega _{0}}{v_{0}}}}
und die Bewegungsfunktion
{\displaystyle {\begin{aligned}x(t)=&{\frac {v_{0}}{\omega _{0}}}\sin(\omega _{0}t)+x_{0}\cos(\omega _{0}t)={\sqrt {x_{0}^{2}+{\frac {v_{0}^{2}}{\omega _{0}^{2}}}}}\sin \left(\omega _{0}t+\arctan {\frac {x_{0}\omega _{0}}{v_{0}}}\right)\\{\dot {x}}(t)=&v_{0}\cos(\omega _{0}t)-\omega _{0}x_{0}\sin(\omega _{0}t)={\sqrt {\omega _{0}^{2}x_{0}^{2}+v_{0}^{2}}}\cos \left(\omega _{0}t+\arctan {\frac {x_{0}\omega _{0}}{v_{0}}}\right)\end{aligned}}}
Darin ist Arctan die Umkehrfunktion des Tangens. Die Bewegungsgleichung trifft nur bei Gleitreibung zu. Damit immer Schlupf auftritt und niemals Haftreibung, darf die Geschwindigkeit des Stabes niemals die Umfangsgeschwindigkeit Ωr der Rollen erreichen:
{\displaystyle {\sqrt {\omega _{0}^{2}x_{0}^{2}+v_{0}^{2}}}<\Omega r}
d. h. in einem rechtwinkligen Dreieck mit den Katheten ω0x0 und v0 muss die Hypotenuse kleiner als Ωr sein. Wenn der Stab aus der Ruhe losgelassen wird (v0 = 0,), muss
{\displaystyle \omega _{0}x_{0}<\Omega r\implies x_{0}<{\frac {\Omega }{\omega _{0}}}r={\sqrt {\frac {\Omega ^{2}r^{2}b}{\mu g}}}}
eingehalten werden.

### Schwerpunkt über der Kontaktfläche
Der Schwerpunkt des Stabes liege nun im Abstand h über der Kontaktfläche, sodass die Reibkräfte Drehmomente am Schwerpunkt aufbringen bzw. die D’Alembertsche Trägheitskraft ein Drehmoment an den Kontaktflächen bewirkt, siehe auch Dynamisches Gleichgewicht. Das Momentengleichgewicht an den Kontaktstellen der Rollen A und B liefert nun:
{\displaystyle {\begin{aligned}\sum M_{A}=&0=2bN_{B}-(b+x)mg+hm{\ddot {x}}&\implies N_{B}={\frac {(b+x)mg-hm{\ddot {x}}}{2b}}\\\sum M_{B}=&0=-2bN_{A}+(b-x)mg+hm{\ddot {x}}&\implies N_{A}={\frac {(b-x)mg+hm{\ddot {x}}}{2b}}\end{aligned}}}
Newtons zweites Gesetz liefert hier:
{\displaystyle m{\ddot {x}}=R_{A}-R_{B}=\mu N_{A}-\mu N_{B}=\mu {\frac {(b-x)mg+hm{\ddot {x}}}{2b}}-\mu {\frac {(b+x)mg-hm{\ddot {x}}}{2b}}},
woraus die Modifikationen
{\displaystyle {\ddot {x}}+{\frac {\mu g}{b-\mu h}}x=0\implies \omega _{0}={\sqrt {\frac {\mu g}{b-\mu h}}}}
resultieren. Wenn der Stab aus der Ruhe losgelassen wird (v0 = 0,), muss hier
{\displaystyle x_{0}<{\frac {\Omega }{\omega _{0}}}r={\sqrt {\frac {\Omega ^{2}r^{2}(b-\mu h)}{\mu g}}}}
eingehalten werden. Bei b < μh verliert diese Lösung ihre Gültigkeit und es entstehen ähnliche Verhältnisse, wie sie #Umgekehrt drehende Rollen schaffen.

### Umgekehrt drehende Rollen
Wenn sich die Rollen andersherum drehen, ist der Reibschwinger instabil. Dann ist
{\displaystyle m{\ddot {x}}=-R_{A}+R_{B}\implies {\ddot {x}}-{\frac {\mu g}{b+\mu h}}x=0},
woraus (bei b + μh > 0) die Bewegungsgleichung
{\displaystyle x(t)=Ae^{\lambda t}+Be^{-\lambda t},\;\lambda ={\sqrt {\frac {\mu g}{b+\mu h}}}}
mit der Exponentialfunktion e resultiert. Anpassung der Konstanten A und B an die Anfangsauslenkung x0 und Anfangsgeschwindigkeit v0 liefert:
{\displaystyle x(t)={\frac {\lambda \,x_{0}+v_{0}}{2\,\lambda }}e^{\lambda t}+{\frac {\lambda \,x_{0}-v_{0}}{2\,\lambda }}e^{-\lambda t}}
Wenn anfänglich nicht exakt λx0+v0 = 0 eingestellt ist, kommt es zu exponentiell zunehmender Geschwindigkeit. Die Lösung verliert ihre Gültigkeit, sobald der Stab die Umfangsgeschwindigkeit der Rollen oder eine Arretierung erreicht oder von den Rollen fällt, siehe das YouTube-Video von D. Russell unter den #Weblinks.

## Messung des Gleitreibungskoeffizienten
Wird die Eigenkreisfrequenz ω0 oder die Periodendauer {\displaystyle T={\tfrac {2\pi }{\omega _{0}}}} gemessen, kann der Gleitreibungskoeefizient {\displaystyle \mu } berechnet werden:
{\displaystyle \mu ={\frac {b\omega _{0}^{2}}{g+h\omega _{0}^{2}}}={\frac {4\pi ^{2}b}{gT^{2}+4\pi ^{2}h}}}